# Amerigo Contini
Amerigo Contini (Preggio, 10 agosto 1894 – Sassari, 8 gennaio 1957) è stato un aviatore, militare e pittore italiano, che durante la prima guerra mondiale fu decorato con due Medaglie d'argento e una di bronzo al valor militare. Nel 1928, durante le fasi della riconquista della Libia fu decorato con una seconda Medaglia di bronzo al valor militare.

## Biografia
Nacque a Preggio, una frazione del comune di Umbertide, il 10 agosto 1894. Iscrittosi al Corso speciale di architettura presso l'Istituto Superiore di Belle Arti di Roma, nel 1914 venne chiamato prestare servizio militare nel 1914, assegnato al Battaglione specialisti del Genio militare. Appassionatisi al mondo dell'aviazione, dietro sua domanda, il 31 gennaio 1915 venne ammesso a frequentare il Corso di pilota aviatore presso la Scuola di pilotaggio di Cascina Costa, a Gallarate. Dopo l'entrata in guerra del Regno d'Italia, avvenuta il 24 maggio dello stesso anno, nel luglio successivo conseguì il brevetto di pilota su velivolo Farman, e nel mese di ottobre quello di pilota militare. Venne assegnato, con il grado di caporale, alla 6ª Squadriglia Caproni sul campo d'aviazione di Aviano. Il 16 febbraio 1916 partecipò all'azione di bombardamento su Lubiana, e venne promosso sottotenente di complemento del genio nel settembre dello stesso anno. Trasferito alla 7ª Squadriglia e poi alla 8ª Squadriglia Caproni di stanza sul campo d'aviazione di La Comina, il 2, 3 e 8 agosto e nel settembre 1917 partecipò alle azioni di bombardamento contro la base navale di Pola. In quel periodo continuò a dipingere oli su tela di carattere aeronautico, che dopo la fine delle ostilità entrarono a far parte della collezione personale del conte Gianni Caproni. Dopo la disfatta di Caporetto fu trasferito sul campo d'aviazione di San Pelagio per prestare servizio nella ricostituzione dei reparti di volo, e quindi presso la 181ª Squadriglia, equipaggiata con velivoli Caproni Ca.40, di stanza sull'aeroporto di Ghedi.
Dopo il termine della guerra rimase in servizio per un breve periodo, venendo successivamente congedato nel corso del 1919 (anno in cui scoprì casualmente la tomba di Sagraia), decorato di due Medaglie d'argento e una di bronzo al valor militare. Riprese gli studi di architettura interrotti, laureandosi e iniziando a lavorare nelle terre irredente alla ricostruzione di chiese ed edifici religiosi. Nel 1922 andò a vivere in Sardegna continuò a lavorare come architetto e a dipingere. Con la costituzione della Regia Aeronautica, avvenuta nel 1923, transitò nella nuova arma con il grado di tenente di complemento, e nel marzo 1924 fu assegnato al 7º Stormo Bombardamento Notturno. Nel maggio 1925 fu trasferito alla 12ª Squadriglia di stanza a Tripoli, in Africa settentrionale italiana, divenendone comandante quattro mesi dopo. Entrò in servizio permanente effettivo nel luglio 1927, prendendo parte alle operazioni di riconquista della Libia fino all'agosto 1928.
Trasferito in forza al Centro Sperimentale di Volo di Guidonia e alla direzione Generale del Demanio, dove lavorò come architetto, nel luglio 1932 venne mandato in Eritrea (Africa Orientale). Qui lavorò alla organizzazione del servizio aereo territoriale, guadagnandosi la promozione a maggiore per merito straordinario. Colpito da grave malattia nel 1935, rientrò in Patria riprendendo poi servizio con il grado di tenente colonnello l'anno successivo. Ammesso a frequentare il Corso di Alti Studi presso la Scuola di guerra aerea, e ripreso servizio alla Direzione Generale del Demanio, vi rimase fino al giugno 1939 quando, promosso colonnello, divenne comandante dell'aeronautica della Libia. Pochi mesi dopo fu nominato comandante della Scuola di pilotaggio di Vibo Valentia, ma dopo l'entrata in guerra del Regno d'Italia, avvenuta il 10 giugno 1940, chiese ed ottenne il comando dell'aeroporto di Castelbenito, che resse dal settembre 1942 al giugno 1943. Nominato comandante dell'aeroporto di Perugia, qui l'8 settembre 1943 lo colse la notizia dell'avvenuto armistizio con gli Alleati. Non svolse altri incarichi durante il periodo bellico. Non rientrò in servizio attivo per raggiunti limiti di età, e solo nel 1951 fu promosso generale di brigata aerea in posizione ausiliaria. Si spense a Sassari l'8 gennaio 1957.

### Fonti
1. 1 2 3 4 5 6 7 8 9 10 11 12 13 14  Cesare Coppari, Amerigo Contini, in volo con un pennello, Gruppo Editoriale Umbria 1819 Srl, Perugia, 13 aprile 2015.
2. 1 2  Fichera 2015, p. 105.
3. 1 2 3 4  Fichera 2015, p. 106.
4. ↑   Francesco Deplanu, Amerigo Contini: l'aviazione nelle guerre mondiali e la scoperta della "Tomba di Sagraia", su umbertidestoria.net. URL consultato il 19 ottobre 2024.
5. 1 2 3  Fichera 2015, p. 107.
6. ↑  Fichera 2015, p. 104.
7. ↑  Bollettino Ufficiale 1922, pag.326.

### Periodici
- Ada Fichera, L'”Arte del Volo” di Amerigo Contini, in Rivista Aeronautica, n. 6, Roma, Stato Maggiore dell'Aeronautica Militare, novembre-dicembre 2015,  pp. 104-107.
- Cesare Coppari, Amerigo Contini, in volo con un pennello, in Il giornale dell'Umbria, Perugia, Gruppo Editoriale Umbria 1819 Srl, 13 aprile 2015.